# Peter Thomsen (Schauspieler)
Peter Thomsen (* 1947 in Berlin) ist ein deutscher Schauspieler und Entertainer.
1967 besuchte er die Theaterhochschule „Hans Otto“ Leipzig und schloss diese 1971 mit dem Schauspieldiplom ab. Anschließend wirkte er bei verschiedenen Theaterproduktionen mit, wie zum Beispiel in Nathan der Weise unter der Regie von Ulf Reither und als Monsignore Aventuro in Ein irrer Duft von frischem Heu unter der Regie von Wolfgang Fleischmann.
Das Fernsehen entdeckte ihn im Jahre 1979. So spielte er in dem Film Straßen und Jahre unter der Regie von Peter Wekwerth. Nach Susanna und der arme Teufel (1983) folgte die eigene Fernsehsendung Man(n)ometer (seit 1986) beim Deutschen Fernsehfunk. Peter Thomsen spielte verschiedene Erfinder und vermittelte so Wissen aus den Naturwissenschaften. Seit 1987 wirkte er auch in der Sendung Pfiff mit. In diesem Jahr nahm er auch das Lied "Strandbad Grünau" über das gleichnamige Strandbad auf, das auf einer LP anlässlich der 750-Jahr-Feier Berlins erschien. Nach der Wende spielte er in Fernsehserien wie Gute Zeiten, schlechte Zeiten, Die Wache und Liebesau – Die andere Heimat.
Peter Thomsen lebt in Berlin.

## Filmografie
- 1979: Die lange Straße (Mehrteiler)
- 1980: Archiv des Todes (Fernsehserie, eine Folge)
- 1980: Seitensprung
- 1980: Solo für Martina (Fernsehfilm)
- 1980: Andreas und der Knochenmann (Fernsehfilm)
- 1982: Zahl bar, wenn du kannst (Fernsehfilm)
- 1983: Alleinstehend (Fernsehfilm)
- 1983: Susanna und der arme Teufel (Fernsehfilm)
- 1984: Mensch, Oma! (Mehrteiler)
- 1984: Der Staatsanwalt hat das Wort (Fernsehserie, eine Folge)
- 1985: Zwei Nikoläuse unterwegs (Fernsehfilm)
- 1987: Glück hat seine Zeit... (Fernsehfilm)
- 1988: Mensch, mein Papa...!
- 1988–1990: Barfuß ins Bett (Fernsehserie, drei Folgen)
- 1991: Aerolina (Fernsehserie, eine Folge)
- 1994: Die Wache (Fernsehserie, eine Folge)
- 2001: Goebbels und Geduldig
- 2002: Liebesau – die andere Heimat (Mehrteiler)